# Schweizer X-26 Frigate
X-26 Frigate là một chương trình máy bay X. Chương trình này bao gồm tàu lượn X-26A và các phiên bản trang bị động cơ X-26B gồm: QT-2, QT-2PC, and QT-2PCII. Tất cả đều dựa trên loại tàu lượn Schweizer SGS 2-32.

## Tính năng kỹ chiến thuật (X-26A Frigate)
Đặc điểm tổng quát
- Kíp lái: 2
- Chiều dài: 26 ft 9 in (7,92 m)
- Sải cánh: 57 ft 1.5 in (17,37 m)
- Chiều cao: 9 ft 3 in (2,74 m)
- Diện tích cánh: 180 ft² (16,7 m²)
- Trọng lượng rỗng: 857 lb (389 kg)
- Trọng lượng có tải: 1.430 lb (650 kg)
- Trọng lượng cất cánh tối đa: lb (kg)
- Động cơ:  × ,  ()  mỗi chiếc

 Hiệu suất bay 
- Vận tốc cực đại: 158 mph (254 km/h)
- Tầm bay: miles (km)
- Trần bay: ft (m)
- Vận tốc lên cao: ft/phút (m/s)
- Tải trên cánh: 39 kg/m² (7,9 lb/ft²)
- Công suất/trọng lượng: 0,07 hp/lb (0,12 kW/kg)
- Vận tốc hạ độ cao: 0,6 m/s (120 ft/phút)

## Tính năng kỹ chiến thuật (X-26B và QT-2PC)
Đặc điểm tổng quát
- Kíp lái: 2
- Chiều dài: 30 ft 9 in (9,33 m)
- Sải cánh: 57 ft 1,5 in (17,37 m)
- Chiều cao: 9 ft 3 in (2,74 m)
- Diện tích cánh: 185 ft² (16,7 m²)
- Trọng lượng rỗng: lb (kg)
- Trọng lượng có tải: 2.500 lb (kg)
- Trọng lượng cất cánh tối đa: lb (kg)
- Động cơ: 1 × Continental O-200, 100 hp (75 kW)

 Hiệu suất bay 
- Trần bay: 13.000 ft (m)
- Vận tốc lên cao: 200 ft/phút (m/s)
- Tải trên cánh: kg/m² (lb/ft²)
- Công suất/trọng lượng: hp/lb (kW/kg)